# Katharina Elisabeth von Hanau
Gräfin Katharina Elisabeth (* vor oder am 14. September 1607; † 14. September 1647) war eine deutsche Adlige.
Sie war eine Tochter von Graf Albrecht von Hanau-Münzenberg-Schwarzenfels (Albert) (* 1579; † 1635) und der Gräfin Ehrengard von Isenburg (* 1577; † 1637). Katharina Elisabeth heiratete am 7. November 1628 den Grafen Wilhelm Otto von Isenburg-Birstein (* 6./17. November 1597; † 19. April 1667), eine Ehe, die die Politik ihres Vaters stützen sollte, denn dieser versuchte, sich gegenüber der regierenden Hauptlinie Hanau-Münzenberg abzusetzen, und suchte dafür das Bündnis mit den benachbarten und mit Hanau konkurrierenden Grafen von Isenburg. Die Ehe blieb kinderlos.

## Vorfahren
| Ahnentafel Gräfin Katharina Elisabeth von Hanau-Münzenberg-Schwarzenfels | Ahnentafel Gräfin Katharina Elisabeth von Hanau-Münzenberg-Schwarzenfels                                                  | Ahnentafel Gräfin Katharina Elisabeth von Hanau-Münzenberg-Schwarzenfels                                                  | Ahnentafel Gräfin Katharina Elisabeth von Hanau-Münzenberg-Schwarzenfels                                                  | Ahnentafel Gräfin Katharina Elisabeth von Hanau-Münzenberg-Schwarzenfels                                                  | Ahnentafel Gräfin Katharina Elisabeth von Hanau-Münzenberg-Schwarzenfels | Ahnentafel Gräfin Katharina Elisabeth von Hanau-Münzenberg-Schwarzenfels |
| ------------------------------------------------------------------------ | --- | --- | --- | --- | ------------------------------------------------------------------------ | ------------------------------------------------------------------------ |
| Urgroßeltern                                                             | Philipp III. von Hanau-Münzenberg (* 1526; † 1561) ⚭ Helena von Pfalz-Simmern (* 1533; † 1579)                            | Philipp IV. von Waldeck (* 1493; † 1574) ⚭ Jutta von Isenburg († 1564)                                                    | Philipp von Isenburg-Ronneburg (* 1467; † 1526) ⚭ Amalia von Rieneck (* 1478; † 1543)                                     | Philipp von Solms-Braunfels (* 1494; † 1581) ⚭ Anna von Tecklenburg († 1554)                                              |                                                                          |                                                                          |
| Großeltern                                                               | Philipp Ludwig I. von Hanau-Münzenberg (* 1553; † 1580) ⚭ Magdalena von Waldeck (* 1558; † 1599)                          | Philipp Ludwig I. von Hanau-Münzenberg (* 1553; † 1580) ⚭ Magdalena von Waldeck (* 1558; † 1599)                          | Philipp II. von Isenburg-Büdingen (* 1526; † 1596) ⚭ Ehrengard von Solms-Braunfels (* 1536; † 1577)                       | Philipp II. von Isenburg-Büdingen (* 1526; † 1596) ⚭ Ehrengard von Solms-Braunfels (* 1536; † 1577)                       |                                                                          |                                                                          |
| Eltern                                                                   | Albrecht von Hanau-Münzenberg-Schwarzenfels (* 1579; † 1635) ⚭ Ehrengard (Irmgard) von Isenburg-Büdingen (* 1577; † 1637) | Albrecht von Hanau-Münzenberg-Schwarzenfels (* 1579; † 1635) ⚭ Ehrengard (Irmgard) von Isenburg-Büdingen (* 1577; † 1637) | Albrecht von Hanau-Münzenberg-Schwarzenfels (* 1579; † 1635) ⚭ Ehrengard (Irmgard) von Isenburg-Büdingen (* 1577; † 1637) | Albrecht von Hanau-Münzenberg-Schwarzenfels (* 1579; † 1635) ⚭ Ehrengard (Irmgard) von Isenburg-Büdingen (* 1577; † 1637) |                                                                          |                                                                          |
| Katharina Elisabeth                                                      | | | | |                                                                          |                                                                          |